# Łysa Góra (Pasmo Sowińca)
Łysa Góra (ok. 277 m n.p.m.) – niewielkie wzniesienie w Paśmie Sowińca w Krakowie, na Woli Justowskiej, wchodzącej w skład Dzielnicy VII Zwierzyniec. Znajduje się w północnej części masywu, na końcu krótkiego grzbietu odchodzącego od Pustelnika w kierunku północnym.
Łysymi Górami nazywano dawniej wzniesienia bezleśne, zajęte przez pola uprawne i łąki. Ta Łysa Góra jest bezleśna do dziś (2019), a większą jej część zajmuje duży, samoobsługowy i płatny parking dla pojazdów przyjeżdżających do Lasu Wolskiego (m.in. do Ogrodu Zoologicznego). Parking znajduje się po północnej stronie ulicy Leśnej. Ulica ta  biegnie jeszcze dalej, aż do Ogrodu Zoologicznego, gdzie znajduje się drugi parking. 
Łysa Góra oddziela dwa wąwozy Lasu Wolskiego: Wolski Dół i Poniedziałkowy Dół. Z parkingu na Łysej Górze odchodzą dwa szlaki turystyczne.